# Kuøybleika
Kuøybleika est une île norvégienne dans le comté de Hordaland. Elle appartient administrativement à Austevoll.

## Géographie
Rocheuse et couverte d'une légère végétation, elle s'étend sur environ 114 m de longueur pour une largeur approximative de 48 m. 